# Bomba nuclear B61
La bomba nuclear B61 es la principal bomba termonuclear de gravedad en el arsenal nuclear de Estados Unidos tras el final de la Guerra Fría. Es un arma estratégica y táctica de rendimiento bajo a intermedio que presenta un diseño de implosión de radiación en dos etapas.
La B61 es de diseño de rendimiento variable ("dial-a-yield" en la jerga militar informal) con un rendimiento de 0,3 a 340 kilotones en sus diversas modificaciones. Es un arma de Opción de Espoleta Completa (FUFO, por sus siglas en inglés), lo que significa que está equipada con la gama completa de opciones de espoleta y entrega, incluyendo espoletas de explosión aérea y terrestre, y entrega en caída libre, caída libre retardada y entrega en el suelo. Tiene una carcasa aerodinámica capaz de soportar vuelo supersónico y mide 11 pies 8 pulgadas (3,6 m) de largo, con un diámetro de aproximadamente 13 pulgadas (33 cm). El peso básico de la B-61 es de aproximadamente 700 libras (320 kg), aunque los pesos de las armas individuales pueden variar dependiendo de la versión y la configuración de espoleta/retardo. A partir de 2020, el arma estaba siendo sometida a una 12.ª modificación. Según la Federación de Científicos Estadounidenses en 2012, las aproximadamente 400 B61-12 costarán cada una "más que su peso en oro": 28 millones de dólares por unidad.

## Desarrollo

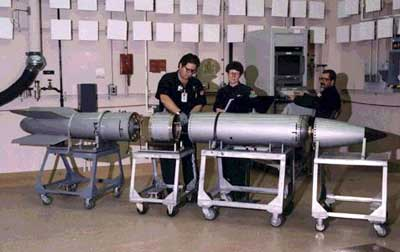
Una bomba B61 en proceso de desmontaje.

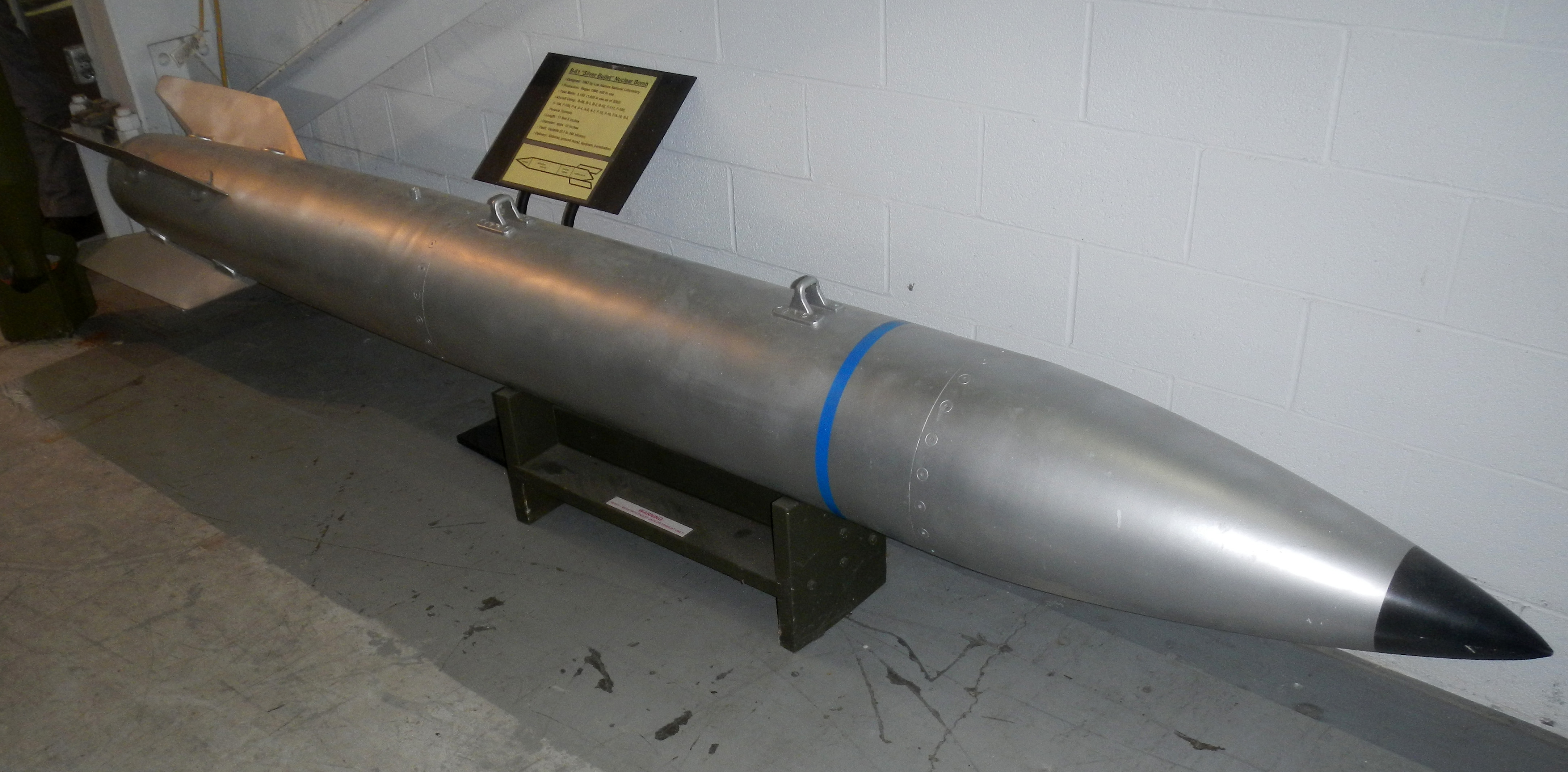
Carcasa de bomba B61; Museo del Aire MAPS, North Canton, Ohio.

En 1961 se emitió un informe que indicaba el interés de la Marina y la Fuerza Aérea en una bomba ligera para reemplazar las armas existentes, pero que ambos servicios tenían requisitos militares considerablemente diferentes para tal arma. Sin embargo, los autores del informe creían que debido a los avances en la tecnología era posible que una sola arma cumpliera ambos requisitos. Esto fue seguido por un informe de Sandia a mediados de 1962, que creía que una bomba nuclear ligera con opción de espoleta completa era posible y que tal programa podría completarse en poco tiempo, posiblemente para 1965 o 1966.
El desarrollo del arma que se convertiría en la B61 fue autorizado en diciembre de 1962. La justificación para el programa era que la nueva arma modernizaría el arsenal nuclear, mejoraría la capacidad de las aeronaves y simplificaría el inventario de armas nucleares al reemplazar las versiones de menor rendimiento de las bombas B28 y B43. La fecha de producción deseada era junio de 1965.
El arma fue designada TX-61 en enero de 1963. Debido a las escalas de tiempo cortas, se decidió hacer el máximo uso de componentes disponibles comercialmente como los desarrollados para la bomba nuclear B57. Las condiciones ambientales especificadas incluían un rango de temperatura indefinido de −60 grados Fahrenheit (−51,1 °C) a 160 grados Fahrenheit (71,1 °C), choques de hasta 40g, y temperaturas en vuelo de hasta 275 grados Fahrenheit (135 °C) durante hasta 40 minutos. Se especificó que el despliegue del paracaídas produciría una carga máxima de 255 g (2.500 m/s²).
El arma fue diseñada y construida por el Laboratorio Nacional de Los Álamos en Nuevo México. La ingeniería de producción comenzó en 1965, con la primera arma B61-0 de reserva de guerra aceptada por la AEC en diciembre de 1966. Sin embargo, la producción se detuvo en mayo de 1967 para realizar modificaciones de diseño antes de reanudarse en enero de 1968. La prueba Flintlock Halfbeak en junio de 1966 puede haber sido una prueba de rendimiento completo del arma con otras pruebas realizadas entre 1963 y 1968 en el Sitio de Pruebas de Nevada.
Durante las pruebas, se agregaron motores de giro al arma para producir un giro de 5 revoluciones por segundo. Esto fue para mejorar la estabilidad y el desacoplamiento durante la entrega a alta velocidad. También se exploraron tres alternativas al arma por razones aún clasificadas. La primera alternativa se detuvo debido a su similitud con el diseño original TX-61, y el Departamento de Defensa fue desfavorable a la segunda opción que detuvo su exploración. Se ordenó que el diseño TX-61 "procediera en las líneas" de la tercera alternativa en mayo de 1964, aunque no está claro qué significa eso.
La producción total de todas las versiones fue de aproximadamente 3.155, de las cuales aproximadamente 540 permanecen en servicio activo, 415 en servicio inactivo y 520 están esperando el desmantelamiento a partir de 2012.
Se han diseñado catorce versiones de la B61, conocidas como Mod 0 a Mod 13 (ver tabla a continuación). Cada una comparte el mismo paquete de física, con diferentes opciones de rendimiento. Una variante es la Mod 11, desplegada en 1997, que es un arma penetradora de tierra rompe-búnkeres. La instalación de Continuidad del Gobierno rusa en Kosvinsky Kamen, terminada a principios de 1996, fue diseñada para resistir ojivas penetradoras de tierra estadounidenses y sirve un papel similar al Complejo de Cheyenne Mountain estadounidense. El momento de la fecha de finalización de Kosvinsky se considera como una explicación para el interés de Estados Unidos en un nuevo rompe-búnkeres nuclear y la declaración del despliegue de la Mod 11 en 1997: Kosvinsky está protegido por aproximadamente 1 pie (0,3 m) de granito.
La bomba no guiada B61 no debe confundirse con el misil de crucero MGM-1 Matador, que originalmente fue desarrollado bajo la designación de bombardero B-61.

## Despliegue

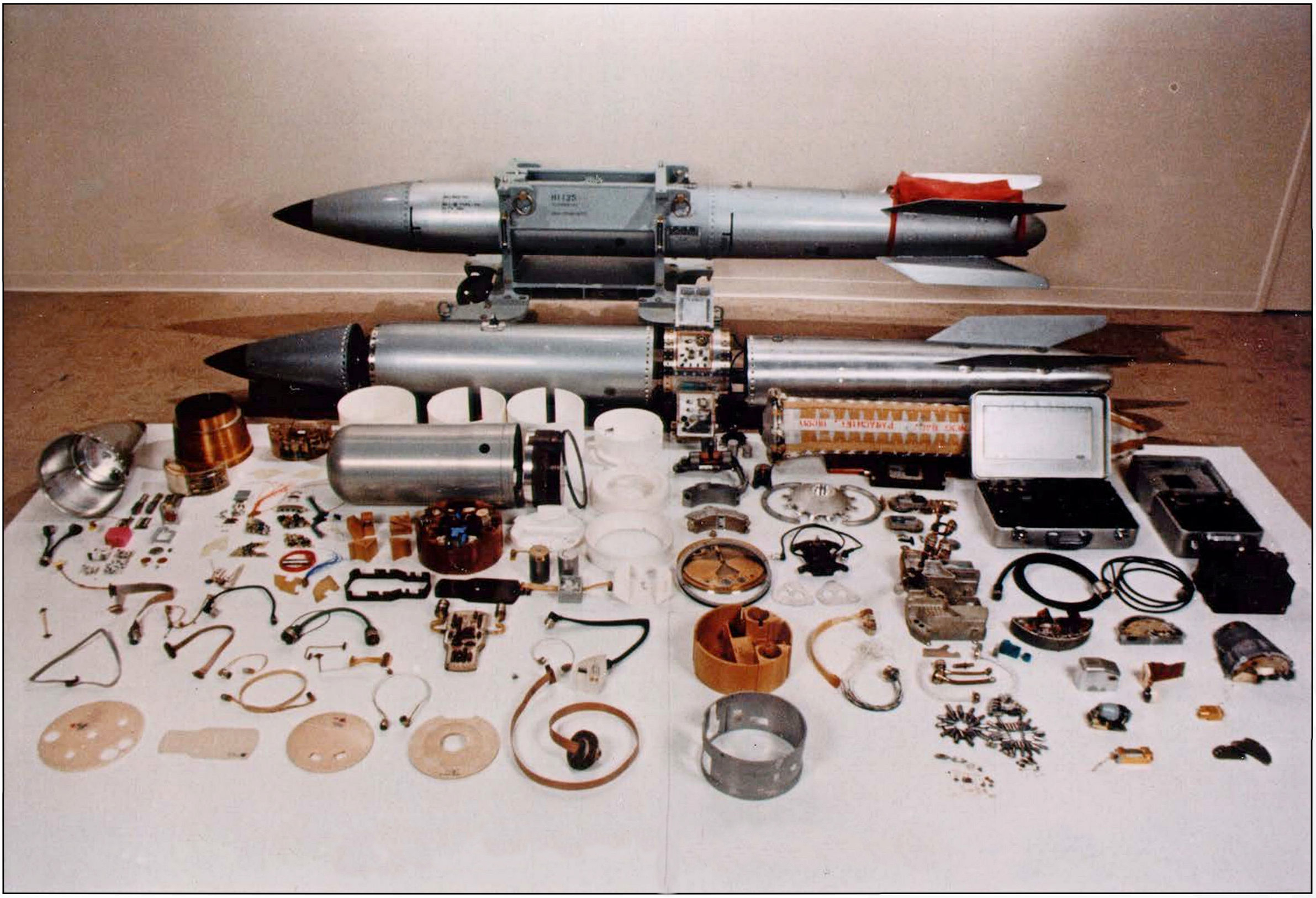
Componentes de la bomba B61. El paquete de física está contenido en el cilindro plateado centro-izquierda

La B61 ha sido desplegada por una variedad de aeronaves militares estadounidenses. Las aeronaves estadounidenses autorizadas para su uso han incluido el B-1 Lancer, B-2 Spirit, B-52 Stratofortress, F/A-18 Hornet, A-6 Intruder, A-4 Skyhawk, F-111, F-15E Strike Eagle y F-16 Fighting Falcon y el F-35A. Como parte del Programa de Compartición de Armas Nucleares de la OTAN, los aviones Panavia Tornado alemanes e italianos también pueden transportar B61s. La B61 puede caber dentro de las bahías de armas del F-22 Raptor.
Las variantes tácticas B61 se despliegan con aliados de la OTAN en Europa como parte del Programa de Compartición de Armas Nucleares de la OTAN. Aproximadamente 150 bombas están almacenadas en seis bases: Kleine Brogel en Bélgica, Base Aérea de Büchel en Alemania, Aviano y Base Aérea de Ghedi en Italia, Base Aérea de Volkel en los Países Bajos e Incirlik en Turquía. En 2012, la OTAN acordó mejorar las capacidades de esta fuerza con la mayor precisión de la actualización Mod 12 y la entrega de la aeronave F-35. Esto agregó una modesta capacidad de separación a la B61. El F-35A fue certificado para transportar la B61-12 en octubre de 2023, marcando la primera vez que un caza de quinta generación estadounidense ha sido certificado como capaz nuclear, y la primera nueva plataforma en el inventario de la OTAN en lograr tal estatus desde principios de la década de 1990.
En junio de 2025, el Reino Unido anunció que comprará 12 aviones de combate F-35A y se unirá formalmente a la misión de Aviones de Capacidad Dual (DCA) de compartición nuclear de la OTAN. El F-35A, una variante de despegue convencional, es capaz nuclear e interoperable con las bombas de gravedad B61-12 estadounidenses, que ya forman el núcleo de la capacidad nuclear entregada por aire de la OTAN.

## Diseño

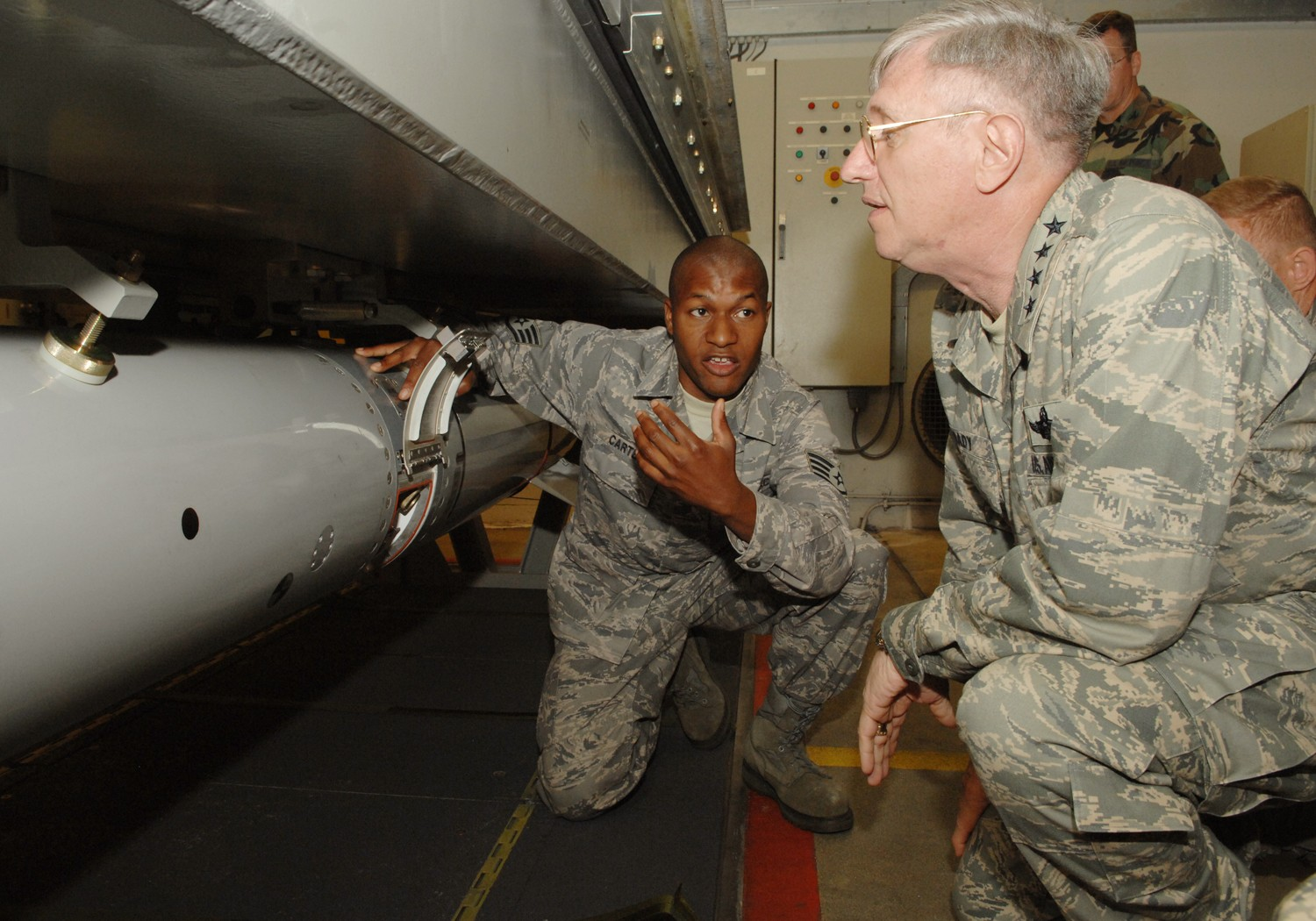
Versión de entrenamiento inerte de una B61 en una bóveda subterránea del Sistema de Almacenamiento y Seguridad de Armas (WS3) en la Base Aérea de Volkel, Países Bajos. Un panel de acceso en la ojiva está abierto, mostrando la interfaz para acciones como PAL (seguridad/armado) y configuración de rendimiento variable

La B61 es una bomba de rendimiento variable ("dial-a-yield" coloquialmente) de uso dual táctico y estratégico equipada con Opción de Espoleta Completa (FUFO) diseñada para transporte externo por aeronaves de alta velocidad. Tiene una carcasa aerodinámica capaz de soportar vuelo supersónico. La B61-0 original medía 141,6 pulgadas (3,6 m) de largo, con un diámetro de 13,3 pulgadas (337,8 mm) y un peso básico de 715 libras (324,3 kg) con la mayoría de las armas posteriores teniendo aproximadamente las mismas dimensiones y peso, excepto la versión Mod 11 que tiene un peso de aproximadamente 1200 libras (544,3 kg).

### Operaciones en tierra
La B61 es armada por personal en tierra a través de un panel de acceso ubicado en el costado de la bomba, que se abre para revelar nueve diales, dos enchufes y una manija en T que activa manualmente la función de "desactivación de comando". Uno de los enchufes es para un enchufe MC4142 de "habilitación de ataque" que debe insertarse para completar los circuitos críticos en los mecanismos de seguridad/armado y disparo. El otro enchufe es el conector PAL, que tiene 23 pines marcados con códigos de letras alfabéticas.
El mecanismo de "desactivación de comando" de la B61 funciona de la siguiente manera: después de ingresar el código numérico correcto de tres dígitos, es posible girar un dial a "DI" y tirar hacia atrás de una manija en forma de T que se desprende en la mano del usuario. Esta acción libera un percutor cargado por resorte que dispara la cápsula fulminante en una batería térmica MC4246A, encendiéndola. La energía eléctrica de la batería térmica es suficiente para "freír" los circuitos internos de la bomba, destruyendo mecanismos críticos sin causar detonación. Esto hace que la bomba sea incapaz de ser utilizada. Cualquier B61 que haya tenido la instalación de desactivación de comando activada debe ser devuelta a Pantex para su reparación.

### Espoleta y entrega
La B61 puede configurarse para detonación aérea o detonación terrestre, y por caída libre, caída libre retardada o entrega en el suelo mediante el uso de un paracaídas para ralentizar el arma durante la liberación de la aeronave de entrega. Solo las versiones Mod 0 a 10 de la B61 están equipadas con un retardador de paracaídas (actualmente un paracaídas de nailon/Kevlar de 24 pies (7,3 m) de diámetro). Esto ofrece a la aeronave la oportunidad de escapar de la explosión en sus modos de entrega retardada, o permite que el arma sobreviva al impacto con el suelo en el modo de entrega en el suelo. La preclusión de contacto también puede ser seleccionada por el piloto. El arma puede ser liberada a velocidades de hasta Mach 2 y altitudes tan bajas como 50 pies (15,2 m). En uno de los modos de entrega en el suelo del arma, detona 31 segundos después de la liberación del arma.
La Mod 11 es una bomba de penetración endurecida con una carcasa reforzada y una espoleta de acción retardada; esto permite que el arma penetre varios metros en el suelo antes de detonar, dañando estructuras fortificadas más subterráneas. Desarrollada desde 1994, la Mod 11 entró en servicio en 1997 reemplazando a la antigua bomba B53 de rendimiento de megatones. Se han producido aproximadamente 50 bombas Mod 11, sus ojivas convertidas de bombas Mod 7. Actualmente, el portador principal de la Mod 11 es el B-2 Spirit.

## Variantes
A partir de 2025, la B61 tiene 14 variantes, denominadas Mod 0 a Mod 13.
| Mod | Estado                    | Fecha                               | Número producido          | Función             | Rendimientos                                                             | Tipo PAL | Notas                                                             |
| --- | ------------------------- | ----------------------------------- | ------------------------- | ------------------- | ------------------------------------------------------------------------ | -------- | ----------------------------------------------------------------- |
| 0   | Retirada                  | 1/67 a 9/93                         | 500                       | Táctica             | 10 a 300 kt                                                              | Cat B    | Primeras armas de producción                                      |
| 1   | Retirada                  | 2/69 a 9/89                         | 700                       | Estratégica         | 10 a 340 kt                                                              | Ninguno  |                                                                   |
| 2   | Retirada                  | 6/75 a 9/94                         | 235                       | Táctica             | 10 a 150 kt                                                              | Cat D    |                                                                   |
| 3   | Activa                    | 10/79 al presente                   | 545                       | Táctica             | 0,3, 1,5, 60, o 170 kt                                                   | Cat F    |                                                                   |
| 4   | Activa                    | 8/79 al presente                    | 695                       | Táctica             | 0,3, 1,5, 10, o 45 kt                                                    | Cat F    |                                                                   |
| 5   | Retirada                  | 6/77 a 9/93                         | 265                       | Táctica             | 10 a 150 kt                                                              | Cat D    |                                                                   |
| 6   | Nunca entró en producción | —                                   | —                         | —                   | 10 a 150 kt                                                              | Cat D    | Conversión de Mod 0. Cancelada en febrero de 1992.                |
| 7   | Activa                    | 9/85 al presente                    | 600                       | Estratégica         | Supuestamente 4 configuraciones de rendimiento, incluyendo 10, o 340 kt. | Cat D    | Conversión de Mod 1, conversión completada en abril de 1990       |
| 8   | Nunca entró en producción | —                                   | —                         | —                   | 10 a 150 kt                                                              | Cat D    | Conversión de Mod 2 y Mod 5. Cancelada en febrero de 1992.        |
| 9   | Nunca entró en producción | —                                   | —                         | —                   | 10 a 300 kt                                                              | Cat F    | Conversión de Mod 0. Cancelada en septiembre de 1991.             |
| 10  | Reserva inactiva          | 8/90 al presente                    | 215                       | Táctica             | 0,3, 5, 10, o 80 kt                                                      | Cat F    | Remanufacturada a partir de ojivas W85 retiradas del Pershing II. |
| 11  | Activa                    | 12/96 al presente                   | 50                        | Estratégica         | Disputado, ya sea igual que Mod 7 o 400 kt                               | Cat F    | Conversión de Mod 7, arma penetradora de tierra.                  |
| 12  | Activa                    | Primera unidad de producción 11/21  | 400 a 500 armas planeadas | Táctica/Estratégica | 0,3, 1,5, 10, o 50 kt                                                    | Cat F    | Conversión de Mod 4. Para reemplazar las Mods 3, 4 y 7.           |
| 13  | Activa                    | Primera unidad de producción 5/2025 | "unas pocas docenas"      | Táctica/Estratégica | Supuestamente 4 configuraciones de rendimiento, incluyendo 10, o 340 kt. | Cat F    | Conversión de Mod 7, arma de alto rendimiento.                    |

### B61 Mod 3 y 4

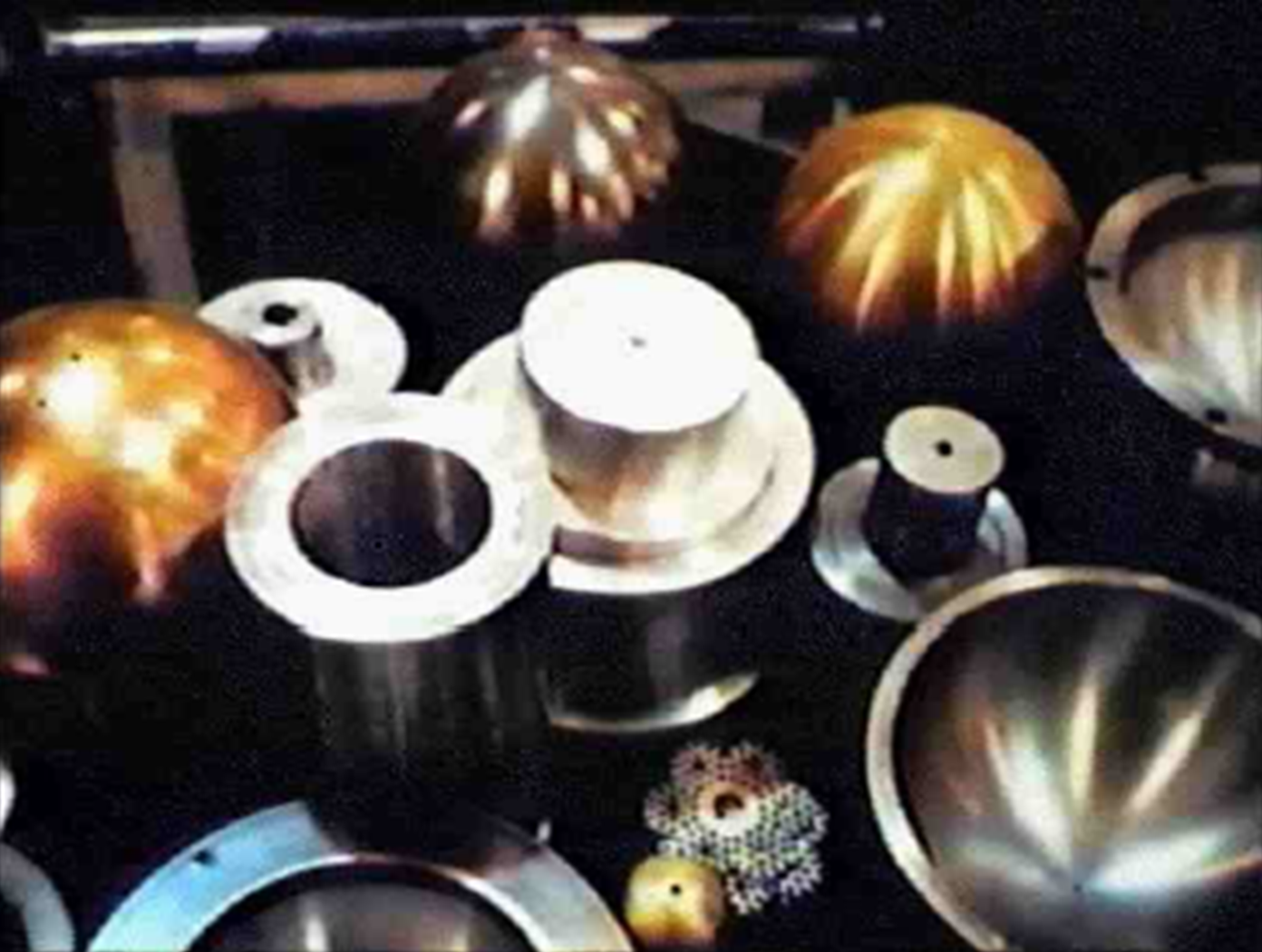
Componentes nucleares internos de la bomba B61. La bomba fue ensamblada en la Planta AEC de Burlington y Pantex.

Un documento de Sandia sobre las fechas de las fases de desarrollo del arsenal nuclear de Estados Unidos describe la B61-3 como una "Mod 2 mejorada con IHE" y la B61-4 como "igual que Mod 3 excepto Alto-Y".
Las bombas B61 Mod 3 y 4 no contienen berilio.

### B61 Mod 5
Un informe de 1978 sobre la reducción o sustitución del berilio en armas nucleares señaló que la B61-5 contenía berilio y que si se restringiera el uso del berilio, la B61-5 probablemente podría ser reemplazada por la B61 Mod 3.

### B61 Mod 6 y 8
Las bombas B61 Mod 6 y Mod 8 fueron desarrolladas para uso de la Marina de los Estados Unidos comenzando en marzo de 1987 y canceladas al final de la Guerra Fría. Las armas pesaban 350 kilogramos (771,6 lb), tenían una longitud de 3597 milímetros (141,6 plg) y un diámetro de 338 milímetros (13,3 plg), y eran seguras de un punto, usaban explosivos insensibles de alta potencia (IHE) en sus etapas primarias y utilizaban seguridad eléctrica mejorada (EES).
Las armas iban a ser construidas convirtiendo las armas B61-0, −2 y −5 existentes en armas Mod 6 y 8 y las armas iban a usar partes de armas B61-7 donde fuera posible. Por masa, las mayores desviaciones de la B61-7 fueron el ensamblaje Acorn, MC4137 TSSG (generador de señal de detección de trayectoria) y el JTA (descrito como "lastre para WR").

#### Sistemas eléctricos
La computadora del arma era el Programador MC4139, dos de los cuales se usan en canales independientes, y es idéntico al programador usado en la B61-7. La Batería Principal MC3656 es idéntica a la batería utilizada en la B61-7 y es térmicamente operada, proporcionando 120 segundos de energía para el arma, pero la energía inicial es suministrada por las Baterías de Pulso MC2238 que son activadas por los interruptores de extracción del arma durante la separación de la aeronave.
El arma contenía dos generadores de neutrones para la iniciación, usando un capacitor de 2400 voltios 0,6 μF para el disparo del generador de neutrones y un capacitor de 3300 voltios 2,0 μF para el conjunto de disparo. Si ni la espoleta de radar ni los cristales de contacto se activaban, el arma detonaría a los 120 segundos del armado.
Las armas iban a usar inicialmente los Generadores de Señal de Detección de Trayectoria MC4175 que son idénticos al TSSG encontrado en la B61-7, pero a partir de 1991, la Mod 6 iba a obtener un nuevo Generador de Señal de Detección de Trayectoria MC4137. El MC4175 almacenaba la señal de armado para el enlace fuerte de trayectoria en su memoria, por lo que presentaba un par de interruptores de aceleración rolamite diseñados para prevenir la posibilidad de que la señal se transfiriera al enlace fuerte antes de que los rolamites fueran activados por el giro del arma en vuelo. El MC4137 en cambio recibe la señal única del Programador MC4139, que la almacena en una memoria volátil que se borra después de aproximadamente siete segundos de pérdida de energía, lo que significa que sin la intención del MC4139 y la energía aplicada continuamente, el MC4137 no sabe cómo armar el enlace seguro.

### B61 Mod 11
El último es la variante B61 Mod 11, una bomba de penetración templada con una carcasa reforzada (según algunas fuentes, que contiene uranio empobrecido) y una espoleta de acción retardada, lo que le permite penetrar varios metros en el suelo antes de detonar, dañando estructuras fortificadas subterráneas. El modelo 11 pesa alrededor de 1.200 libras (540 kg). Desarrollado a partir de 1994, el modelo 11 entró en servicio en 1997 para sustituir a las antiguas bombas B53, con un número limitado de megatones de rendimiento que se había mantenido para su uso contra la fortificación. Alrededor de 50 bombas modelo 11 han sido producidas, sus ojivas convertidas desde bombas modelo 7. En la actualidad, el principal portador de la B61 modelo 11 es el B-2 Spirit.

### B61 Mod 12

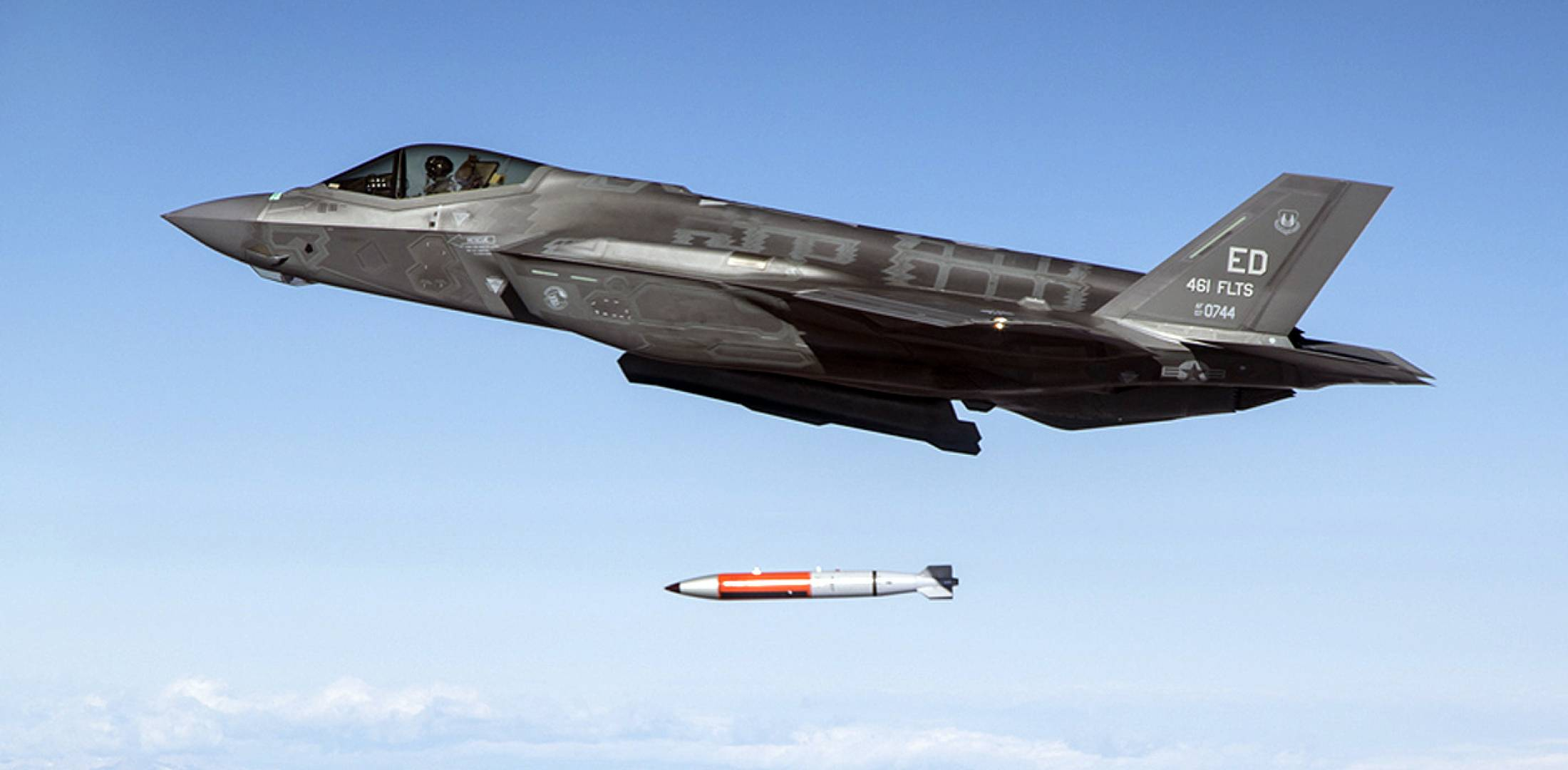
Prueba de B61 Mod 12

A partir de 2013, el Pentágono vio la bomba nuclear B83 como una "reliquia de la Guerra Fría", creyendo que desplegar una bomba de gravedad de rendimiento de megatones, el arma nuclear de nivel más alto que queda en el inventario de Estados Unidos, a Europa era "inconcebible" en este punto. También solo puede ser transportada por el bombardero B-2, e integrarla en aeronaves adicionales sería costoso. La actualización Mod 12 se persigue como un arma nuclear táctica/estratégica desplegada hacia adelante para proteger a la OTAN y a los aliados asiáticos, ya que puede usarse desde aeronaves de combate de capacidad dual, así como planeada para armar el F-35 y el B-21 Raider, y sus opciones de menor rendimiento la hacen más flexible con menos efectos colaterales. Se espera que la recapitalización de la B61 conduzca al retiro de la B83, resultando en la eliminación de la última bomba de rendimiento de megatones de Estados Unidos y deje la serie B61 como la única bomba nuclear de gravedad de Estados Unidos.
En 2013, el Pentágono y la NNSA declararon que si la renovación de la B61 no comenzaba para 2019, los componentes en las armas existentes podrían comenzar a fallar.[actualizar] En 2013 Tom Collina de la Asociación de Control de Armas dijo que el nuevo desarrollo podría complicar los esfuerzos de control de armas con Rusia.
En 2014, el Congreso recortó la financiación para el proyecto y pidió que se estudiaran alternativas.
En enero de 2014, el exjefe de Estado Mayor de la Fuerza Aérea Norton A. Schwartz declaró que la actualización de la bomba nuclear Mod 12 tendría mayor precisión y un menor rendimiento con menos precipitación radiactiva en comparación con las versiones anteriores del arma. La precisión no ha sido una garantía para las armas nucleares lanzadas desde el aire, por lo que, en consecuencia, se necesitaban ojivas grandes para impactar efectivamente un objetivo; la Mod 11 penetradora de tierra nuclear es precisa a 110-170 metros del lugar de detonación deseado, por lo que requiere una ojiva de 400 kilotones. La Mod 12 es precisa a 30 metros de un objetivo y solo requiere una ojiva de 50 kilotones. Schwartz cree que una mayor precisión mejoraría el arma y crearía un conjunto de objetivos diferente contra el que puede ser útil. Un ejemplo es el papel de la Mod 11 de mayor rendimiento de atacar búnkeres subterráneos que necesitan una explosión terrestre para crear un cráter y destruirlo a través de la onda de choque. Un rendimiento de 50 kilotones detonando en el suelo produce un cráter con un radio de 30-68 metros, dependiendo de la densidad de la superficie, poniendo efectivamente el búnker dentro de la probabilidad de error circular.
En 2014, los críticos dijeron que un arma nuclear más precisa y menos destructiva haría que los líderes fueran menos cautelosos sobre desplegarla, mientras que Schwartz dijo que disuadiría más a los adversarios porque Estados Unidos estaría más dispuesto a usarla en situaciones donde fuera necesario. La precisión mejorada la haría más efectiva que la anterior Mod 3/4 actualmente desplegada en el continente. Los aviones F-16 y Panavia Tornado no pueden interactuar con la nueva bomba debido a diferencias electrónicas, pero los países de la OTAN que compren el F-35 podrían utilizarla. La primera prueba de vuelo para una Mod 12 inerte se realizó en 2015, con una segunda prueba exitosa en agosto de 2017.
A pesar de las afirmaciones de que la Mod 12 tiene una capacidad de penetración terrestre, el arma no tiene la estructura reforzada como la de la Mod 11, que se requiere para funcionar como un arma penetradora de tierra. La Mod 11 se mantendrá en servicio para la misión de penetración terrestre.
El Programa de Extensión de Vida Mod 12 continuó en 2018 y el 29 de junio de 2018 se reportaron dos pruebas exitosas de vuelo de calificación del sistema no nuclear en Tonopah Test Range. En octubre de 2018, el ensamblaje del kit de cola guiado Mod 12 recibió la aprobación Milestone C para entrar en la fase de producción; el TKA pasó por el programa de prueba tradicional en menos de 11 meses, logrando una tasa de éxito del 100% para los 31 lanzamientos de bombas. La bomba nuclear B61-12 completó sus pruebas de vuelo exitosas con el F-15E de la Fuerza Aérea de Estados Unidos en junio de 2020. Fue lanzada desde más de 25,000 pies y estuvo en el aire durante aproximadamente 55 segundos antes de impactar el objetivo.
La primera bomba B61-12 fue producida en noviembre de 2021. El arma reemplaza las bombas B61 mod 3, mod 4 y mod 7 mientras que la B61-11 se mantendrá en el arsenal. Se espera que el LEP extienda la vida de la B61 por al menos 20 años. En octubre de 2022, se anunció que el ejército estadounidense planeaba acelerar el despliegue de la Mod 12 en Europa. Esto atrajo críticas del Viceministro de Asuntos Exteriores ruso Alexander Grushko, quien acusó al gobierno estadounidense de "reducir el umbral nuclear" con la mayor precisión del arma.
El F/A-18E/F Super Hornet no está listado como una plataforma futura.

### B61 Mod 13
Inicialmente, el Plan de Administración y Gestión del Arsenal de la NNSA anticipaba el desarrollo de la Fase 1 para el Programa de Extensión de Vida (LEP) B61 Mod 13 comenzando en 2037 con la primera producción del arma en 2050, pero en 2023 se anunciaron planes para producir una nueva bomba de gravedad similar a la de la B61-12, pero teniendo un alto rendimiento similar al de la B61-7, llamada B61 Mod 13. Esto descarta los planes para que la Mod 13 sea un futuro LEP Mod 12. Se planea que por cada B61-13 producida, se produzca una B61-12 menos, por lo tanto, sin aumentar el número planificado de nuevas bombas B61; los funcionarios de defensa indicaron que solo se pueden producir "unas pocas docenas" de B61-13. La nueva bomba será transportada por el B-21 Raider, pero no se planea que sea desplegada en el F-35.
La primera B61-13 se completó en mayo de 2025, casi un año antes de lo previsto. La NNSA logró acelerar la producción en más del 25%, completando el proyecto siete meses antes de lo programado. La B61-13 incorpora las mismas características modernas de seguridad y precisión que la B61-12, pero con un rendimiento de 360 kilotones orientado a derrotar ciertos objetivos militares más duros y de gran área.
La Federación de Científicos Estadounidenses ha acusado al arma de ser una "bomba política", introducida para finalmente retirar la bomba nuclear B83-1, cuyo retiro ha sido bloqueado por los de línea dura.

### Ojiva Penetradora de Tierra W61

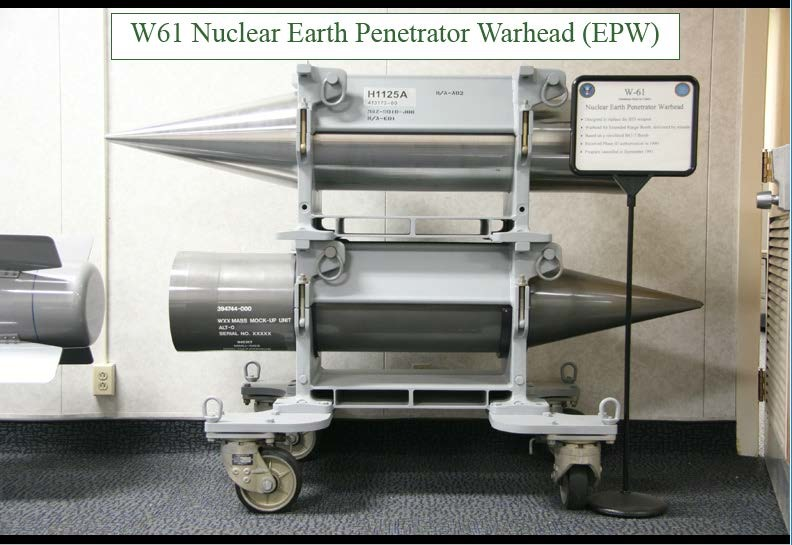
Ojiva Nuclear Penetradora de Tierra W61

Una Ojiva Penetradora de Tierra (EPW) W61 con un rendimiento de 340 kilotones fue desarrollada para el Misil de Crucero Avanzado AGM-129 y el pequeño ICBM MGM-134 Midgetman. El arma entró en el desarrollo inicial de la Fase 1 en enero de 1985 y en la ingeniería de producción de la fase 4 en septiembre de 1992 antes de ser cancelada en diciembre de ese año.
En el papel del Misil de Crucero Avanzado, el arma iba a reemplazar las bombas B53 envejecidas, pero después de la cancelación de la W61 el papel fue llenado por la bomba B61-11.

## Costo
En mayo de 2010, la Administración Nacional de Seguridad Nuclear solicitó al Congreso 40 millones de dólares para rediseñar la bomba para permitir que el Lockheed Martin F-35 Lightning II transporte el arma internamente para 2017. Esta versión está designada Mod 12. Las cuatrocientas bombas Mod 12 serán utilizadas tanto por aeronaves tácticas (como el F-35) como por aeronaves estratégicas (como el B-2) y el Subensamblaje de Cola (TSA) les dará niveles de precisión de Munición de Ataque Directo Conjunto, permitiendo que la ojiva de cincuenta kilotones tenga efectos estratégicos desde todas las aeronaves portadoras. Sin embargo, ahora se espera que la adaptación de las 400 armas cueste más de 10 mil millones de dólares. El contrato del ensamblaje de cola Mod 12 fue otorgado a Boeing el 27 de noviembre de 2012 por 178 millones de dólares. Boeing usará su experiencia con la Munición de Ataque Directo Conjunto para lograr una precisión equivalente a JDAM en una bomba nuclear. Este contrato es solo la primera parte del gasto de mil millones de dólares de producir y aplicar los kits de cola, por encima del costo de 10 mil millones de dólares para renovar las ojivas. La Mod 12 usa un sistema de guía interno y puede planear hacia su objetivo. El 1 de julio de 2015, la Administración Nacional de Seguridad Nuclear (NNSA) realizó la primera de tres pruebas de vuelo del ensamblaje del kit de cola Mod 12.
Según la Federación de Científicos Estadounidenses en 2012, las aproximadamente 400 B61-12 costarán 28 millones de dólares cada una.